# Rio Dascălu
O Rio Dascălu é um rio da Romênia, afluente do Olteţ, localizado no distrito de Olt.